# Filipe Cardoso
Pour les articles homonymes, voir Cardoso.
Sousa Cardoso est un nom portugais ; le premier nom de famille (d'usage facultatif) est Sousa et le second est Cardoso.
Filipe Duarte Sousa Cardoso (né le 15 mai 1984 à Santa Maria da Feira) est un coureur cycliste portugais. Il est professionnel de 2006 à 2019.

## Biographie

### Carrière amateur
En 2002, il participe au championnat du monde de contre-la-montre junior où il se classe 54e. L'année suivante, il gagne la 3e étape du Tour du Portugal de l'Avenir.
En 2004, il gagne la première étape du GP Gondomar qu'il terminera à la troisième place du classement général. Cette même année, il finit deuxième du championnat du Portugal espoir de contre-la-montre. Par ailleurs, il termine 11e de la course en ligne du championnat du monde sur route disputée à Vérone. 
Au cours de l'année 2005, il est champion du Portugal espoirs de contre-la-montre.

### Carrière professionnelle
En 2006, pour sa première année professionnelle qu'il effectue sous le maillot de l'équipe L.A. Aluminios-Liberty Seguros, il gagne le classement général du Tour du Portugal de l'Avenir avec en sus deux étapes. Il y remporte également les classements par points et de la montagne. Il termine 3e du championnat du Portugal sur route espoir et 24e du championnat sur route mondial espoirs pour sa deuxième participation.
En 2007, il gagne la 7e étape du Tour de Chihuahua et signe à cette occasion son premier succès hors du Portugal. 
En 2008, il gagne le classement général plus une étape du Grand Prix Abimota où il termine dans les trois premiers de chaque étape, il remporte une étape du GP Barbot (2e du général) et le classement général du GP Vinhos da Estremadura. 
L'année suivante, lors de la Tropicale Amissa Bongo il finit deuxième de la première étape derrière Matthieu Ladagnous où il termine dans un groupe de 4 coureurs qui finiront aux quatre premières places du classement général final qu'il conclut à la deuxième place derrière Ladagnous. Il remporte le classement par points de cette course grâce à une belle régularité (une fois deuxième, trois fois troisième d'étape notamment) car il ne finit jamais une étape plus loin que la dixième place. Ces bonnes performances sur cette course lui permettent de finir 5e de l'UCI Africa Tour 2009. Il remporte trois courses : la 2e étape du Tour de l'Alentejo, la première étape du Grand Prix Liberty Seguros et la troisième étape du Tour d'Albufeira.
En 2010, après quatre années chez Liberty Seguros (l'équipe s'arrêtant), il signe chez LA-Rota dos Móveis où il gagne le Prémio de Abertura (Trofeu RDP-Algarve). 
En 2011, il s'engage dans un premier temps en faveur de la Liberty Seguros qui envisage de revenir dans les pelotons avant de changer d'avis un mois plus tard à la suite de cas de dopage. Finalement, il signe dans l'équipe Barbot-Efapel où il réalise sa meilleure année avec 4 succès en gagnant le classement général du Grande Prémio Crédito Agrícola de la Costa Azul plus une étape, la 4e étape du Tour de l'Alentejo (qu'il termine deuxième) et une étape de la Volta às Terras de Santa Maria Feira où il remporte le classement par points. Cette même année il finit 3e du championnat du Portugal sur route. 
En 2012, il reste dans la même équipe (qui devient Efapel-Glassdrive) où il gagne pour la troisième fois une étape sur le Tour de l'Alentejo qu'il termine pour la deuxième fois consécutive à la 2e place. Il gagne le Troféu Oliveira de Azeméis avec plus de quatre minutes d'avance sur le second pour sa seule victoire de l'année.
Il manque de peu d'accrocher une quatrième victoire d'étape sur le Tour de l'Alentejo en terminant deuxième de la troisième étape derrière Ken Hanson.

## Palmarès
| - 2003 - Circuit de Grândola - 5e étape du Tour du Portugal de l'Avenir - 2004 - 1re étape du Grand Prix Gondomar - Circuito de Nossa Senhora da Boa Viagem - 2e du championnat du Portugal du contre-la-montre espoirs - 3e du Grand Prix Gondomar - 2005 - Champion du Portugal du contre-la-montre espoirs - 2e du Grand Prix de Mortágua - 2006 - Tour du Portugal de l'Avenir : - Classement général - 2e et 3e étapes - 3e du championnat du Portugal sur route espoirs - 2007 - Grande Prémio Vinhos da Estremadura - 7e étape du Tour de Chihuahua - 2008 - Grand Prix Abimota : - Classement général - 3e étape - 1re étape du Grand Prix Barbot - 2e du Grand Prix Barbot - 2009 - 2e étape du Tour d'Albufeira - 2e étape du Tour de l'Alentejo - 1re étape du Grand Prix Liberty Seguros - 2e de la Tropicale Amissa Bongo - 2010 - Prova de Abertura - 2e de la Clássica da Primavera | - 2011 - Grande Prémio Crédito Agrícola de la Costa Azul : - Classement général - 3e étape - 4e étape du Tour de l'Alentejo - 1re étape du Tour des Terres de Santa Maria da Feira - 2e du Tour de l'Alentejo - 2e du Grand Prix Liberty Seguros - 3e du championnat du Portugal sur route - 2012 - 4e étape du Tour de l'Alentejo - Troféu Concelhio de Oliveira de Azeméis - 2e du Tour de l'Alentejo - 2013 - Coupe du Portugal - 3e étape du Grand Prix Abimota - Prémio Albergaria : - Classement général - 2e étape - Circuit de Moita - 3e du Grand Prix Abimota - 2014 - 3e de la Clássica da Primavera - 2015 - 4e étape du Tour du Portugal - Grand Prix de Mortágua - 2016 - Grand Prix Abimota : - Classement général - 3e étape - 2017 - 2e du Grand Prix Abimota |  |

## Classements mondiaux
| Année           | 2009 | 2010  | 2011 | 2012 | 2013 | 2014 |
| --------------- | ---- | ----- | ---- | ---- | ---- | ---- |
| UCI Africa Tour | 5e   |       |      |      |      |      |
| UCI Europe Tour | 465e | 1034e | 87e  | 328e | 752e | 428e |